# 香川県道35号豊中三野線
香川県道35号豊中三野線（かがわけんどう35ごう とよなかみのせん）は、香川県三豊市を通る県道（主要地方道）である。

## 概要

### 路線データ
- 本線（Google マップ）
- 起点：三豊市豊中町笠田笠岡（国道11号交点、香川県道49号観音寺善通寺線上、香川県道226号財田西豊中線終点）
- 終点：三豊市三野町下高瀬（香川県道23号詫間琴平線交点）
- 総距離：7.136 km

## 歴史
- 1993年（平成5年）5月11日 - 建設省から、県道豊中三野線が豊中三野線として主要地方道に指定される[1]。

## 路線状況

### 重複区間
- 香川県道49号観音寺善通寺線（三豊市豊中町笠田笠岡 地内）
- 香川県道224号岡本高瀬線（三豊市豊中町比地大 地内）

### 道路施設

#### 橋梁
- （竿川・三豊市豊中町比地大）

計12橋梁64 m

## 地理

### 通過する自治体
- 三豊市

### 交差する道路
| 交差する道路                                                               | 交差する場所   | 交差する場所 |
| -------------------------------------------------------------------------- | -------------- | ------------ |
| 国道11号 香川県道49号観音寺善通寺線 重複区間起点 香川県道226号財田西豊中線 | 豊中町笠田笠岡 | 起点         |
| 香川県道49号観音寺善通寺線 重複区間終点                                    | 豊中町笠田笠岡 |              |
| 香川県道224号岡本高瀬線 重複区間起点                                       | 豊中町比地大   |              |
| 香川県道224号岡本高瀬線 重複区間終点                                       | 豊中町比地大   |              |
| 香川県道271号豊中仁尾線                                                    | 豊中町比地大   |              |
| 香川県道220号大見吉津仁尾線                                                | 三野町吉津     |              |
| 香川県道23号詫間琴平線                                                     | 三野町下高瀬   | 終点         |

### 交差する鉄道
- 予讃線

### 沿線
- JR四国予讃線 比地大駅
- 三豊市立比地大小学校